# Kim Bo-kyung
Kim Bo-kyung (en coreano: 김보경; Gurye, Jeolla del Sur, 6 de octubre de 1989) es un futbolista surcoreano que juega de centrocampista en el F. C. Anyang de la K League 1 de Corea del Sur.

## Carrera

### Cerezo Osaka
En 2010, Kim abandonó la Universidad de Hongik y fichò por el Cerezo Osaka de la J1 League por tres años. Después fue cedido al equipo de J. League 2, el Oita Trinita por la temporada 2010. En su retorno al equipo de Osaka, Kim marcó 8 goles durante el 2011. En 2012, mientras Levir Culpi renunció al equipo, siendo reemplazado por Sérgio Soares como entrenador, el coreano seguía siendo un jugador clave, anotando 7 dianas en 15 cotejos. Cuando fue a participar a los Juegos Olímpicos de Londres 2012, quedò como el cuarto goleador de la J1 League.

### Cardiff City[1]
El 10 de julio de 2012, sus agentes confirmaron que el Cerezo Osaka, entró en conversaciones con el Cardiff City inglés, sobre una posible transferencia, concretándose el 27 de julio por un contrato de tres años cuyo valor alcanzó los £2.5 millones.
Debutó el 18 de septiembre, en la victoria sobre el Millwall Football Club por 2-0. Partió como titular por primera vez el 27 de octubre ante el Burnley Football Club, en una goleada por 4-0. Su primera diana la anotó en la victoria sobre el Blackburn Rovers FC, por 4-1. Su segundo gol lo marcó ante el Blackpool FC, el 1-0 para su equipo, acabando en victoria para los Bluebirds del Cardiff por 2-1.

## Como internacional
Fue internacional por las selecciones menores surcoreanas. Formó parte de la escuadra que jugò el Mundial sub-20 en el 2009. En esta competición, marcaría 2 goles en 4 partidos. Después del torneo, fue elegido por Hong Myung-bo, el entrenador de la sub-23 de Corea del Sur.
El 9 de enero de 2010, Kim debutó con la selección absoluta, en un duelo contra Zambia. Marcó su primer gol con los Daeguk Warriors el 12 de junio contra la selección del Líbano.
Formó parte del plantel que viajó a Sudáfrica, que llegó a octavos de final, pero fue suplente durante todo el torneo.
Kim citado para los Juegos Olímpicos del 2012, logrando la medalla de bronce, marcando un golazo de bolea ante los suizos, lo cual terminó en triunfo para los surcoreanos por 2-1. Fue parte del equipo del torneo, por sus buenas actuaciones.
Fue escogido para llevar la camiseta 7 por el propio Park Ji-Sung, cuando este se retiró de la selección nacional.
El 8 de mayo de 2014, el entrenador Hong Myung-bo lo incluyó en la lista final de 23 jugadores que competirán en la Copa Mundial de Fútbol de 2014.

### Participaciones en Copas del Mundo
| Mundial                        | Sede      | Resultado        |
| ------------------------------ | --------- | ---------------- |
| Copa Mundial de Fútbol de 2010 | Sudáfrica | Octavos de final |
| Copa Mundial de Fútbol de 2014 | Brasil    | Primera fase     |

### Goles internacionales
| # | Fecha                   | Lugar                                      | Oponente | Gol | Resultado | Competición                                |
| - | ----------------------- | ------------------------------------------ | -------- | --- | --------- | ------------------------------------------ |
| 1 | 12 de junio de 2012     | Estadio de Goyang, Goyang, Corea del Sur   | Líbano   | 1–0 | 3–0       | Clasificación para la Copa Mundial de 2014 |
| 2 | 12 de junio de 2012     | Estadio de Goyang, Goyang, Corea del Sur   | Líbano   | 2–0 | 3–0       | Clasificación para la Copa Mundial de 2014 |
| 3 | 15 de octubre de 2013   | Estadio de Cheonan, Cheonan, Corea del Sur | Malí     | 3-1 | 3-1       | Amistoso                                   |
| 4 | 11 de noviembre de 2016 | Estadio de Cheonan, Cheonan, Corea del Sur | Canadá   | 1-0 | 2-0       | Amistoso                                   |

## Clubes
| Club                    | País          | Año       |
| ----------------------- | ------------- | --------- |
| Cerezo Osaka            | Japón         | 2010-2012 |
| Oita Trinita (cedido)   | Japón         | 2010      |
| Cardiff City F. C.      | Gales         | 2012-2015 |
| Wigan Athletic F. C.    | Inglaterra    | 2015      |
| Matsumoto Yamaga        | Japón         | 2015      |
| Jeonbuk Hyundai Motors  | Corea del Sur | 2016-2017 |
| Kashiwa Reysol          | Japón         | 2017-2019 |
| Ulsan Hyundai (cedido)  | Corea del Sur | 2019      |
| Jeonbuk Hyundai Motors  | Corea del Sur | 2020-2022 |
| Suwon Samsung Bluewings | Corea del Sur | 2023-2024 |
| F. C. Anyang            | Corea del Sur | 2025-     |

## Palmarés

### Campeonatos nacionales
| Título                       | Club                   | País          | Año  |
| ---------------------------- | ---------------------- | ------------- | ---- |
| Football League Championship | Cardiff City F. C.     | Inglaterra    | 2013 |
| K League 1                   | Jeonbuk Hyundai Motors | Corea del Sur | 2020 |
| Copa de Corea del Sur        | Jeonbuk Hyundai Motors | Corea del Sur | 2020 |
| K League 1                   | Jeonbuk Hyundai Motors | Corea del Sur | 2021 |
| Copa de Corea del Sur        | Jeonbuk Hyundai Motors | Corea del Sur | 2022 |

### Campeonatos internacionales
| Título                                | Club (*)               | País          | Año  |
| ------------------------------------- | ---------------------- | ------------- | ---- |
| Liga de Campeones de la AFC           | Jeonbuk Hyundai Motors | Jeonju Al Ain | 2016 |
| Campeonato de Fútbol del Este de Asia | Corea del Sur          | Corea del Sur | 2019 |

(*) Incluyendo la selección.